# Talang Beringin (Pulau Panggung)
Talang Beringin is een bestuurslaag in het regentschap Tanggamus van de provincie Lampung, Indonesië. Talang Beringin telt 1407 inwoners (volkstelling 2010).